# Margaret Keane
Pour les articles homonymes, voir Keane.
Margaret D. H. Keane, née Peggy Doris Hawkins le 15 septembre 1927 à Nashville (Tennessee) et morte le 26 juin 2022 à Napa (Californie), est une artiste peintre américaine.
Elle a produit un grand nombre de peintures caractérisées par des personnages aux yeux surdimensionnés. Son époux, Walter Keane, signera ses œuvres à sa place pendant des années. Un regain d'intérêt pour le travail de Margaret Keane a suivi la sortie du biopic Big Eyes de Tim Burton en 2014 .

## Biographie
Margaret Keane reçoit une formation artistique à la Traphagen School of Fashion (en) de New York. Son art lui est inspiré par sa grand-mère maternelle.
Durant les années 1960, les toiles de Margaret Keane sont vendues par son époux Walter Keane dans un club de San Francisco, le Hungry i (en). Celui-ci se dit l’artiste créateur des « Big-eyes ». Confronté à ses mensonges par Margaret, Walter déclare que les œuvres sont plus faciles à vendre lorsque celles-ci sont signées par un homme, de plus sa présence sur place favorise la vente puisque le public est heureux de rencontrer l’artiste. Pour calmer les craintes de son épouse, Walter lui demande de lui apprendre à peindre dans le style des « Big-eyes ». Cependant celui-ci, dénué de talent, en est incapable et blâme sa professeure. Walter abuse de l’alcool et séquestre Margaret dans son atelier afin de la forcer à produire davantage. Les grands yeux qui caractérisent ses toiles traduisent en réalité sa propre souffrance. Ne tolérant plus cette situation et vivant dans la peur, elle décide de divorcer en 1965 et déménage à Hawaii.
En 1970, elle se remarie avec l'écrivain Dan McGuire. Elle se convertit à la religion des Témoins de Jéhovah en 1972 et est baptisée le 5 août de la même année. Elle est très attachée aux enseignements de la Bible.
Elle déclare publiquement que c'était elle, et non son mari, qui avait peint toutes les toiles signées par lui. Pendant un procès en cour fédérale en 1986, Margaret met son ex-époux au défi de prouver qu'il est bien l'auteur des tableaux et peint elle-même une toile devant le juge en 53 minutes — tandis que Walter refuse de relever le défi au prétexte d'une épaule endolorie —, ce qui lui permet de gagner le procès. Après jugement, Margaret Keane reçoit quatre millions de dollars de dommages et intérêts et peut enfin signer ses œuvres de son nom.

## Adaptation cinématographique
En 2014, l'histoire des époux Keane est adaptée au cinéma dans le film Big Eyes de Tim Burton. Le rôle de Margaret est interprété par Amy Adams, aux côtés de Christoph Waltz dans le rôle de Walter Keane.
L'artiste en personne fait une apparition dans les premières minutes du film (13 min 37s), assise sur un banc vert quand la caméra cadre Amy Adams peignant en plein air devant le Palace of Fine Arts de San Francisco.